# Cleistanthus pierlotii
Cleistanthus pierlotii är en emblikaväxtart som beskrevs av J.Leonard. Cleistanthus pierlotii ingår i släktet Cleistanthus och familjen emblikaväxter. Inga underarter finns listade i Catalogue of Life.